# Delta South (circonscription britanno-colombienne)
Pour les articles homonymes, voir Delta (homonymie).
Circonscription électorale provinciale du Canada
Delta South est une circonscription provinciale de la Colombie-Britannique représentée à l'Assemblée législative de la Colombie-Britannique depuis 1991.

## Géographie

Circonscription de Delta South dans le district régional du Grand Vancouver.

En 2020, la circonscription représente une partie de la ville de Delta incluant l'île Wastham (en) et le Roberts Bank Superport (en).

## Liste des députés
| Législature                                | Années                                     | Député                                     | Député                                     | Parti                                      |
| Delta South Circonscription issue de Delta | Delta South Circonscription issue de Delta | Delta South Circonscription issue de Delta | Delta South Circonscription issue de Delta | Delta South Circonscription issue de Delta |
| ------------------------------------------ | ------------------------------------------ | ------------------------------------------ | ------------------------------------------ | ------------------------------------------ |
| 35e                                        | 1991–1996                                  |                                            | Fred Gingell                               | Libéral                                    |
| 36e                                        | 1996–1999                                  |                                            | Fred Gingell                               | Libéral                                    |
| 36e                                        | 1999-2001                                  |                                            | Val Roddick                                | Libéral                                    |
| 37e                                        | 2001–2005                                  |                                            | Val Roddick                                | Libéral                                    |
| 38e                                        | 2005–2009                                  |                                            | Val Roddick                                | Libéral                                    |
| 39e                                        | 2009–2013                                  |                                            | Vicki Huntington                           | Indépendant                                |
| 40e                                        | 2013–2017                                  |                                            | Vicki Huntington                           | Indépendant                                |
| 41e                                        | 2017–2020                                  |                                            | Ian Paton (en)                             | Libéral                                    |
| 42e                                        | 2020–2023                                  |                                            | Ian Paton (en)                             | Libéral                                    |
| 42e                                        | 2023-2024                                  |                                            | Ian Paton (en)                             | United                                     |
| 43e                                        | 2024–en cours                              |                                            | Ian Paton (en)                             | Conservateur                               |